# Wilhelm Hartmann von Klauer zu Wohra
Wilhelm Hartmann von Klauer zu Wohra (* um 1530 vermutlich in Wohra; † 22. Januar 1570 in Fulda) war von 1568 bis zu seinem Tod 1570 Fürstabt der Reichsabtei Fulda.

## Herkunft
Wilhelm Hartmann war Spross einer in der ehemaligen Grafschaft Ziegenhain in Nordhessen begüterten, gegen Ende des 13. Jahrhunderts erstmals bekundeten und 1692 im Mannesstamm erloschenen Adelsfamilie. Ihr Stammsitz war in Wohra, und der Zusatz „zu Wohra“ wurde im Laufe der Zeit Teil des Familiennamens. Seine Eltern waren Peter von Klauer zu Wohra und dessen Ehefrau Anna, geb. von Wahlen. Seine Schwester Clara heiratete Peter von Dernbach, und deren Sohn Balthasar von Dernbach (1548–1606) wurde als Nachfolger seines Onkels ebenfalls Fürstabt von Fulda.
Wilhelm Hartmann nannte sich in seiner ersten Lebenshälfte nur Wilhelm. Dass er sich später häufig Wilhelm Hartmann nannte, geschah vielleicht zur Erinnerung an seinen wohl früh verstorbenen Bruder Hartmann, mit dem zusammen er in das Kloster Fulda eingetreten war und danach an der Universität Erfurt studiert hatte.

## Ordenslaufbahn
Wilhelm und sein Bruder Hartmann traten gleichzeitig um 1550 in das Benediktinerkloster Fulda ein. Gegen Ende September 1551 gingen sie nach Erfurt, wo sie sich im Oktober an der Universität immatrikulierten. Von Hartmann gibt es danach keine Informationen mehr, sodass man von seinem baldigen Tod ausgeht. Wilhelm Hartmann, wie er sich nun meist nannte, blieb in Erfurt bis zum Abschluss seiner Studien und seines daran angeschlossenen Noviziats im dortigen Benediktinerkloster St. Peter und St. Paul. Am 30. Mai 1556 empfing er in Würzburg die Priesterweihe.
Dann ging er zurück nach Fulda, wo er ab 1557 eine Anzahl von klösterlichen Ämtern übernahm, viele davon auch gleichzeitig, was gemäß der fuldischen Stiftsverfassung eigentlich nicht erlaubt, aber infolge des durch die Reformation verursachten personellen Schwunds notwendig geworden war: Siechmeister und Werkmeister (1557–1567), Baumeister (1560–1568), Kämmerer (1561–1567), Pförtner (1563) und Hospitaler (1565–1567). Von 1561 bis 1567 war er außerdem als Propst des Benediktinerinnenklosters Thulba bei Hammelburg Inhaber einer einträglichen Pfründe.
Als im Dezember 1567 der bisherige Stiftsdekan Philipp Georg Schenk zu Schweinsberg als Nachfolger des am 30. November 1567 verstorbenen Wolfgang Schutzbar genannt Milchling vom Stiftskapitel zum Abt gewählt wurde, wurde Wolfgang Hartmann Klauer dessen Nachfolger als Dekan und erhielt dazu auch die Propstei Johannesberg. Er begann umgehend mit dem Neubau des Dechaneigebäudes in Fulda.

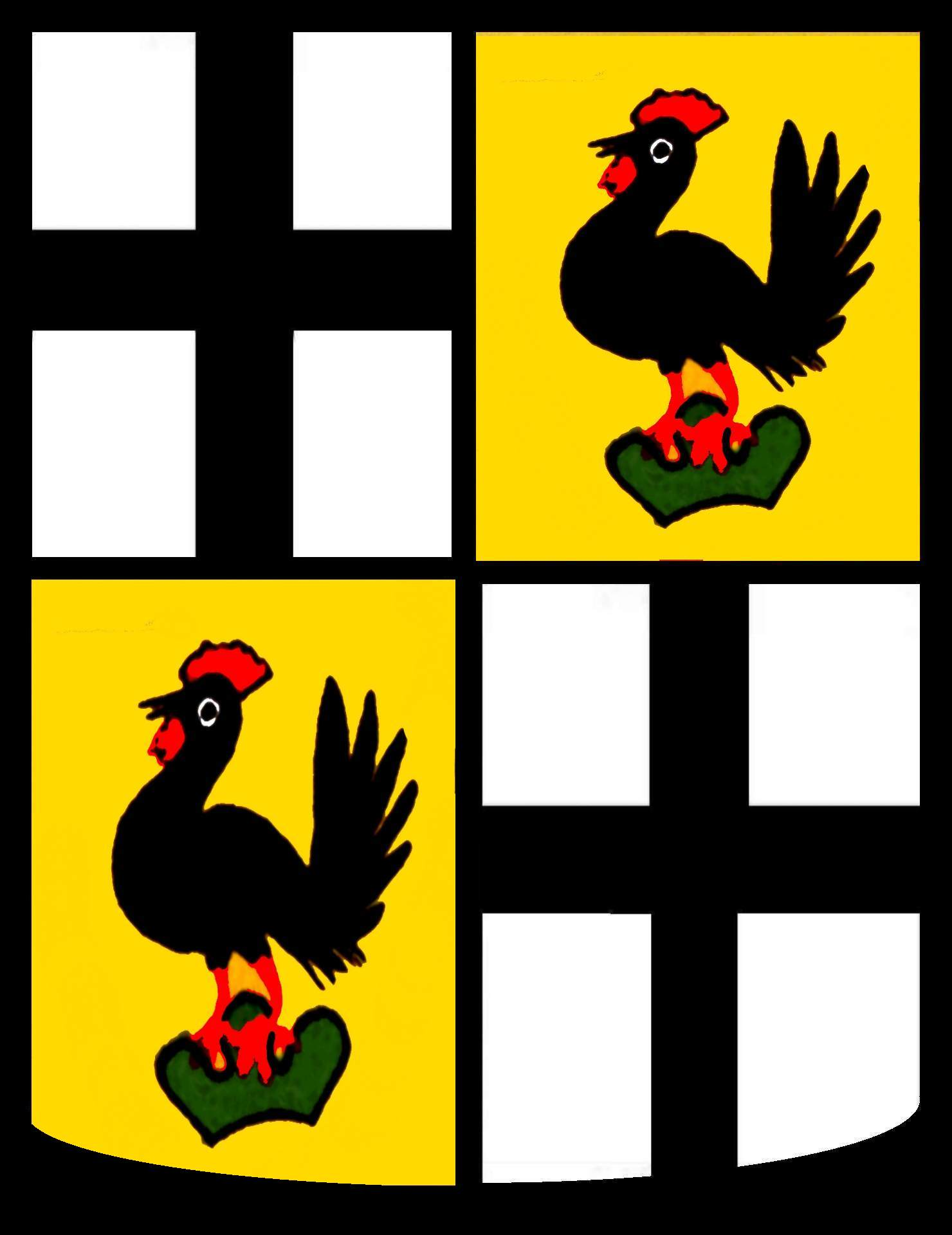
Wappen des Fürstabts Wilhelm Hartmann von Klauer zu Wohra

Der neue Fürstabt starb bereits nach nur knapp drei Monaten Amtszeit am 25. Februar 1568 und am 29. Februar wurde der gerade erst zum Dekan aufgestiegene Wilhelm Hartmann von Klauer zu Wohra zum neuen Fürstabt gewählt. Die Bestätigung der Wahl durch Papst Pius V. erfolgte erst nach fast zwei Jahren, am 14. Dezember 1569. Zur Abtsweihe kam es dann wegen seines baldigen Todes nicht mehr.

## Wirken
In seiner nur sehr kurzen Amtszeit konnte Klauer nicht mehr viel bewegen, aber er war sichtlich bemüht, in seinem Amtsbereich die vom Konzil von Trient (1545–1563) beschlossenen Reformen umzusetzen. Von nachhaltiger Bedeutung war dabei seine Entscheidung, junge Männer an das im Dezember 1561 von Erzbischof Daniel Brendel von Homburg gegründete Jesuitenkolleg in Mainz zu schicken, damit sie dort eine fundierte Ausbildung für ihren späteren Dienst als Gemeindepfarrer erhielten. Die Kosten dieser Ausbildung finanzierte er, wie vom Konzil erlaubt, aus den Einkünften unbesetzter Altarpfründen.

## Tod und Nachfolge
Fürstabt Wilhelm Hartmann von Klauer zu Wohra starb nur wenige Wochen nach der päpstlichen Konfirmation seiner Wahl am 22. Januar 1570. Er wurde in der Grablege der Fuldaer Äbte an der Westwand der Fuldaer Stiftskirche, der Ratgar-Basilika, bestattet.
Sein Neffe Balthasar von Dernbach wurde am 25. Januar 1570 zu seinem Nachfolger gewählt. Er war 1560 nach dem Tod seines Vaters als noch nicht ganz Zwölfjähriger von seiner Mutter ihrem Bruder in Fulda zur weiteren Erziehung und Ausbildung übergeben und von Klauer zielstrebig gefördert worden. Er empfing bereits im März 1566, als 18-Jähriger, die Priesterweihe, wurde bald darauf ins Stiftskapitel aufgenommen, war 1567 bereits Propst von St. Michael, und folgte seinem Onkel noch im Dezember 1567 als Stiftsdekan mit der zusätzlichen Pfründe der Propstei von Neuenberg.